# Epischura vagans
Epischura vagans is een eenoogkreeftjessoort uit de familie van de Temoridae. De wetenschappelijke naam van de soort is voor het eerst geldig gepubliceerd in 1844 door Pickering.